# José Graciano Sortheix
José Graciano Sortheix (Monteros, Tucumán, 7 de marzo de 1873-San Miguel de Tucumán, 30 de julio de 1954) fue un académico y político argentino. Fue Gobernador de la Provincia de Tucumán entre 1928 y 1930 y rector de la Universidad Nacional de Tucumán, entre 1942 y 1943.

## Biografía
Nació en la localidad tucumana de Monteros, siendo hijo de Pierre Sortheix, y de María Mignaberry. Su familia se dedicaba a las actividades rurales en ese departamento del interior tucumano, enviando a sus hijos a estudiar a San Miguel de Tucumán. Allí, José Graciano Sortheix terminó sus estudios secundarios, trasladándose a París, Francia, en 1893, para estudiar la carrera de ingeniería. 
Se instaló en Tucumán, incorporándose a la denominada "Generación del centenario", coincidiendo con personalidades como Juan B. Terán, Alberto Rougés, Juan Heller, Julio López Mañan, José Ignacio Aráoz, Miguel Lillo, o el poeta boliviano Ricardo Jaimes Freyre. En 1915, fue designado profesor de la naciente Facultad de Ingeniería de la recientemente creada Universidad de Tucumán, presidida por Terán. En 1921 fue miembro del Consejo Superior de la Universidad, y en 1922 nombrado Decano de la Facultad de Ingeniería.  

### Gobernador de Tucumán

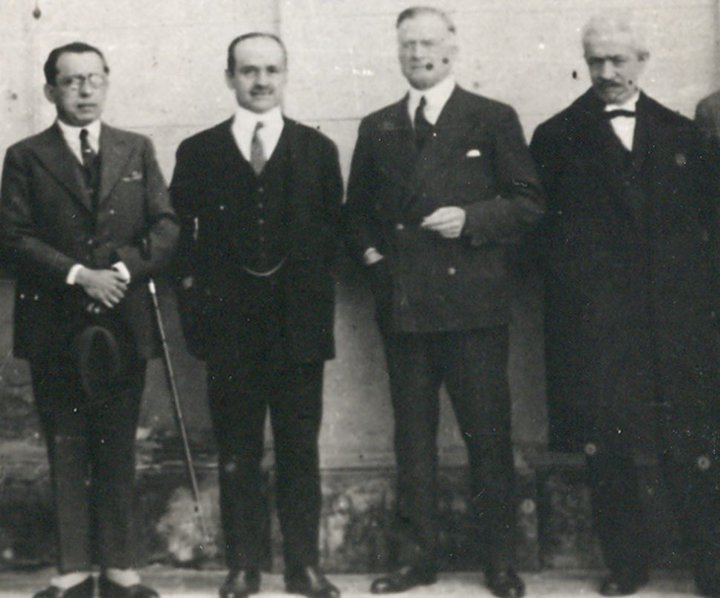
El gobernador de Tucumán, Miguel Campero, el rector de la Universidad Nacional de Tucumán, Juan B. Terán, José Graciano Sortheix y el naturalista Miguel Lillo.

Desde su juventud, José Graciano Sortheix se había identificado con los postulados de la Unión Cívica Radical, llegando a ser uno de sus dirigentes más notorios durante la década de 1920. Luego de los turbulentos mandatos de los gobernadores, Juan Bautista Bascary y Octaviano Vera, el radicalismo había logrado afianzarse en Tucumán, durante el gobierno de Miguel Mario Campero  (1924-1928), quien sorteando la división del radicalismo entre "antipersonalistas" y "personalistas", luego del Laudo Alvear, colocó al partido radical tucumano bajo la órbita del yrigoyenismo personalista. 
Para evitar divisiones internas, el sucesor de Campero fue un dirigente que no se había involucrado fervientemente en las disputas partidarias previas, siendo la figura de José Graciano Sortheix elegida para presidir la fórmula a gobernador por el radicalismo personalista en las elecciones de 1928. Sortheix triunfó ampliamente en los comicios, imponiéndose a los antipersonalistas quienes habían llevado como candidato a Pedro G. Sal, a los conservadores con la fórmula presidida por José Padilla, y al Partido Agrario de José Ignacio Aráoz. Campero le hizo entrega del gobierno el 15 de mayo de 1928. 
Sin embargo, la crisis de 1929 produjo una fuerte crisis económica que impactó en la producción azucarera, principal fuente de recursos del estado, generando un estado de conmoción política y social. Sortheix reconoció el peligro que se cernía sobre la provincia al confiar en el monocultivo de la caña de azúcar: "..cuán peligroso y arriesgado resulta confiar el porvenir a una sola actividad... es necesario organizar la diversidad de la producción cañera y asegurar su producción"  De igual manera, el gobernador planteó la necesidad de reformas sociales en materia laboral, tal como lo expresó en su mensaje legislativo en 1929: " Es en efecto casi inverosímil que una provincia como la nuestra, carezca de un cuerpo de legislación económico-social. Nuestras leyes sobre el particular se han ido amontonando sin coordinación..."
Contemporáneamente, los conservadores tucumanos se habían encolumnado detrás de un novedoso partido local llamado "Defensa Provincial-Bandera Blanca", liderado por Juan Luis Nougués, quien había sido elegido intendente de San Miguel de Tucumán, llevando a cabo acciones proselitistas que ponían en jaque el dominio territorial de los caudillos radicales. José Graciano Sortheix desde la gobernación tuvo fuertes enfrentamientos con Nougués, llegando a intervenir la Municipalidad de San Miguel de Tucumán en 1930, circunstancia que provocó mayor oposición hacia su gobierno y hacia el radicalismo. También, por ley dispuso la prohibición de los juegos de azar en todo el territorio provincial, lo que le valió una cerrada oposición de la prensa y la opinión pública.
El 6 de setiembre de 1930, José Félix Uriburu dio un golpe de Estado derrocando al presidente Hipólito Yrigoyen, acontecimiento que en Tucumán implicó la intervención militar de la provincia y la clausura de la legislatura, la intervención del poder judicial y el desplazamiento de Sortheix. Este tuvo que huir de la provincia durante tres años, tras lo cual se retiró de toda actividad pública relacionada con la política activa.

### Vida universitaria
En 1938 fue reincorporado como docente de la Universidad Nacional de Tucumán, siendo electo rector de la misma en julio de 1942, tras la renuncia de Adolfo Piossek. 
Retirado de la vida pública, dedicó el resto de sus días a la vida universitaria hasta su fallecimiento el 30 de julio de 1954.